# Alexandru Stoianovici
Alexandru Stoianovici (n. 6 septembrie 1892, Constanța, România – d. 8 ianuarie 1951, București, România) a fost un contraamiral român, care a luptat în cel de-al Doilea Război Mondial.

## Biografie
În anul 1943, comandorul Alexandru Stoianovici a deținut funcția de comandant al Academiei Navale "Mircea cel Bătrân" din Constanța. În același an, a fost numit în funcția de comandant al Comandamentul Forțelor Fluviale (C.F.N.Fl.), având în subordine detașamentele fluviale
Dunărea de Sus, Dunărea de Mijloc, Dunărea de Jos (în total 37 de nave între care se aflau 7 monitoare, precum și un număr de baterii de artilerie, batalioane de infanterie marină, grăniceri).
La 26 august 1944, contraamiralul Al. Stoianovici, comandantul Forțelor Fluviale s-a deplasat la Ismail și a s-a întâlnit cu contraamiralul rus Gorșkov, comandantul Forțelor Fluviale Sovietice, pentru a-i cere ca navele de război românești, aflate în zona Tulcei, să fie lăsate să treacă în susul Dunării pentru a participa la urmărirea unităților flotei germane. Contraamiralul sovietic i-a răspuns că nu are nici un ordin din partea forurilor superioare sovietice pentru încetarea ostilităților cu România, iar flota română, aflată la Tulcea, trebuie să se predea, în caz contrar ea urmând să fie distrusă.
A doua zi, la 27 august, potrivit ordinelor primite și datorită situației delicate în care se afla, Comandamentul Forțelor Fluviale a predat Comandamentului sovietic vasele de care dispunea în zona Tulcea: un monitor, o vedetă fluvială, cinci remorchere armate și trei pontoane pentru transportul trupelor. La 29 august, ca urmare a unei convorbiri pe care contraamiralul Stoianovici a avut-o, la Ismail, cu contraamiralul Gorșkov, acesta din urmă a acceptat ca flota română de Dunăre să coopereze cu cea sovietică, dar să fie subordonată, din punct de vedere operativ, comandantului Flotei Sovietice de Dunăre. 
După acceptarea de către partea română a propunerii ruse, contraamiralul Gorșkov a ordonat ca toate navele românești aflate pe Dunăre să fie concentrate la Reni, apoi la Ismail, iar comandantul Forțelor Fluviale, împreună cu statul său major, să se prezinte cu toate documentele necesare întocmirii planului comun de acțiune pe Dunăre. În momentul în care contraamiralul Stoianovici și statul său major, cu toate documentele și navele, au ajuns la Ismail, ofițerii au fost arestați; echipajele debarcate au fost duse în mare parte în captivitate, navele românești au fost capturate, duse în apele teritoriale ale U.R.S.S., iar pavilionul românesc a fost înlocuit cu cel sovietic. Contraamiralul Stoianovici și ofițerii superiori au fost ținuți în izolare, până la 7 septembrie 1944, când au fost eliberați și transportați cu o navă sovietică la Tulcea.
Contraamiralul Alexandru Stoianovici a fost trecut în cadrul disponibil la 9 august 1946, în baza legii nr. 433 din 1946, și apoi, din oficiu, în poziția de rezervă la 9 august 1947.
Contraamiralul Alexandru Stoianovici a încetat din viață în anul 1951.

## Activitatea publicistică
Contraamiralul Alexandru Stoianovici este autorul mai multor lucrări de tactică militară navală, dintre care menționăm:
- Atacul contra coastelor navale, în “Revista Marinei” nr. 4 / 1926